# Matyshevo
Matyshevo (en ruso: Матышево) es un asentamiento rural y pueblo (seló) de Rusia, ubicado en el raión de Rudnia de la óblast de Volgogrado.
En 2021, el territorio del asentamiento tenía una población de 1439 habitantes. El asentamiento incluye tanto el propio pueblo como dos pedanías que suman algo más de un centenar de habitantes: el poblado ferroviario homónimo y el pueblo de Maloye Matyshevo ("Pequeño Matyshevo").

## Geografía
Matyshevo se encuentra ubicado a 32 km al oeste de Rudnia, en la llanura aluvial del río Tersa, a la cual se halla comunicado por carretera. A su vez, se encuentra a 150 km al noroeste de la ciudad de Kamyshin.

## Historia
Según la leyenda, el pueblo de Matyshevo fue fundado en los años 60 del siglo siglo XVII  por el líder de los campesinos fugitivos, Matysh. Inicialmente, las primeras casas aparecieron en las colinas que rodean el lago Chepyrikhi. A principios del siglo XIX, y luego en 1885, se produjeron dos grandes incendios en el pueblo, que destruyeron casi por completo las casas de madera. En 1928, el selsoviet de Matyshevo se incluyó en el raión de Rudnia del ókrug de Kamyshin (abolido en 1930) del krai del Bajo Volga (desde 1934 en el krai de Stalingrado).

## Demografía
Según la lista de lugares poblados del uyezd de Atkarsk en 1914 (según información de 1911), Matyshevo era sede de su propia vólost. El pueblo estaba habitado por antiguos campesinos y rusos, que formaban dos sociedades rurales. El primero tenía 5273 habitantes, el segundo, 2238 personas. En el pueblo había 2 iglesias, 1 escuela religiosa, un centro veterinario, una sala de emergencias, un mercado y periódicamente se celebraba una feria.
En el año 2010 contaba con una población de 1.523 habitantesy hay 14 calles.
| 1859 | 1897 | 1911 | 2002 | 2010 |
| ---- | ---- | ---- | ---- | ---- |
| 4355 | 6275 | 8031 | 1616 | 1523 |

## Gente notable
- Anna Glushenkova, química uzbeka de origen ruso.[12]